# 1712 w muzyce
Wydarzenia muzyczne w 1712 roku.

## Wydarzenia
- Georg Friedrich Händel przeprowadza się do Londynu.
- Johann Georg Pisendel dołączył do orkiestry nadwornej w Dreźnie.

## Dzieła
- Francesco Antonio Bonporti – Opus X na skrzypce
- Henry Carey – hymn The Lord My Pasture Shall Prepare ze słowami Josepha Addisona
- Benedetto Marcello – Sonate per flauto e Basso Continuo
- Francesco Maria Veracini – oratorium Il trionfo della innocenza patrocinata da S. Niccol
- Antonio Vivaldi – La Stravaganza
- Jan Dismas Zelenka – Attendite et videte

## Dzieła operowe
- André Campra – Idomenée.
- Georg Friedrich Händel – Il Pastor Fido.
- Antonio Lotti – L’infedeltà punita.

## Urodzili się
- 24 stycznia – Fryderyk II Wielki – król Prus, kompozytor amator (zm. 1786)
- 13 marca – Isfrid Kayser, niemiecki zakonnik (norbertanin) i kompozytor (zm. 1771)
- 17 maja – John Stanley, angielski kompozytor, organista i skrzypek (zm. 1786)
- 28 czerwca – Jean-Jacques Rousseau, szwajcarski filozof, pedagog, teoretyk muzyki i kompozytor (zm. 1778)
- 1 grudnia – Bernhard Christian Weber, niemiecki organista i kompozytor (zm. 1758)

data dzienna nieznana
- styczeń – Cecilia Young, angielska sopranistka (zm. 1789)

## Zmarli
- 29 kwietnia – Juan Cabanilles, hiszpański kompozytor, organista, duchowny (ur. 1644)
- 12 czerwca – Carlo Alessandro Guidi, włoski poeta i twórca piosenek (ur. 1650)
- 4 sierpnia – Johann Jacob de Neufville, niemiecki kompozytor i organista (ur. 1684)
- 7 sierpnia – Friedrich Wilhelm Zachow, niemiecki organista i kompozytor (ur. 1663)
- 24 sierpnia – Thomas Bullis, angielski organista i kompozytor (ur. 1657)
- 26 sierpnia – Sebastian Anton Scherer, niemiecki organista i kompozytor (ur. 1631)
- 30 września – Johann Michael Zacher, austriacki kompozytor (ur. 1649)
- 6 listopada – Johann Bernhard Staudt, austriacki zakonnik (jezuita), kompozytor (ur. 1654)
- 19 listopada – Wolfgang Carl Briegel, niemiecki kompozytor i organista (ur. 1626)